# 和黃公園

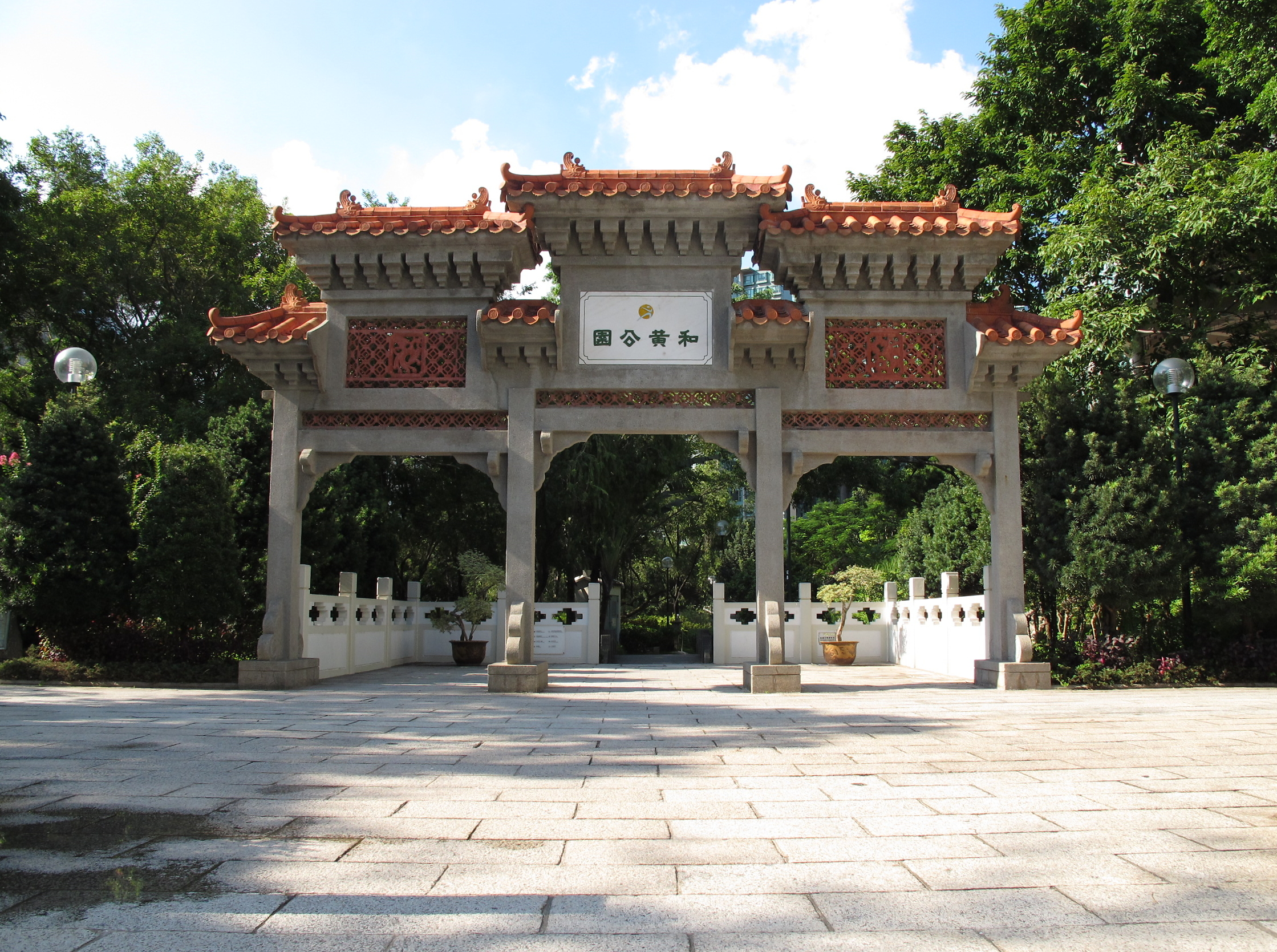
紅磡和黃公園大門牌

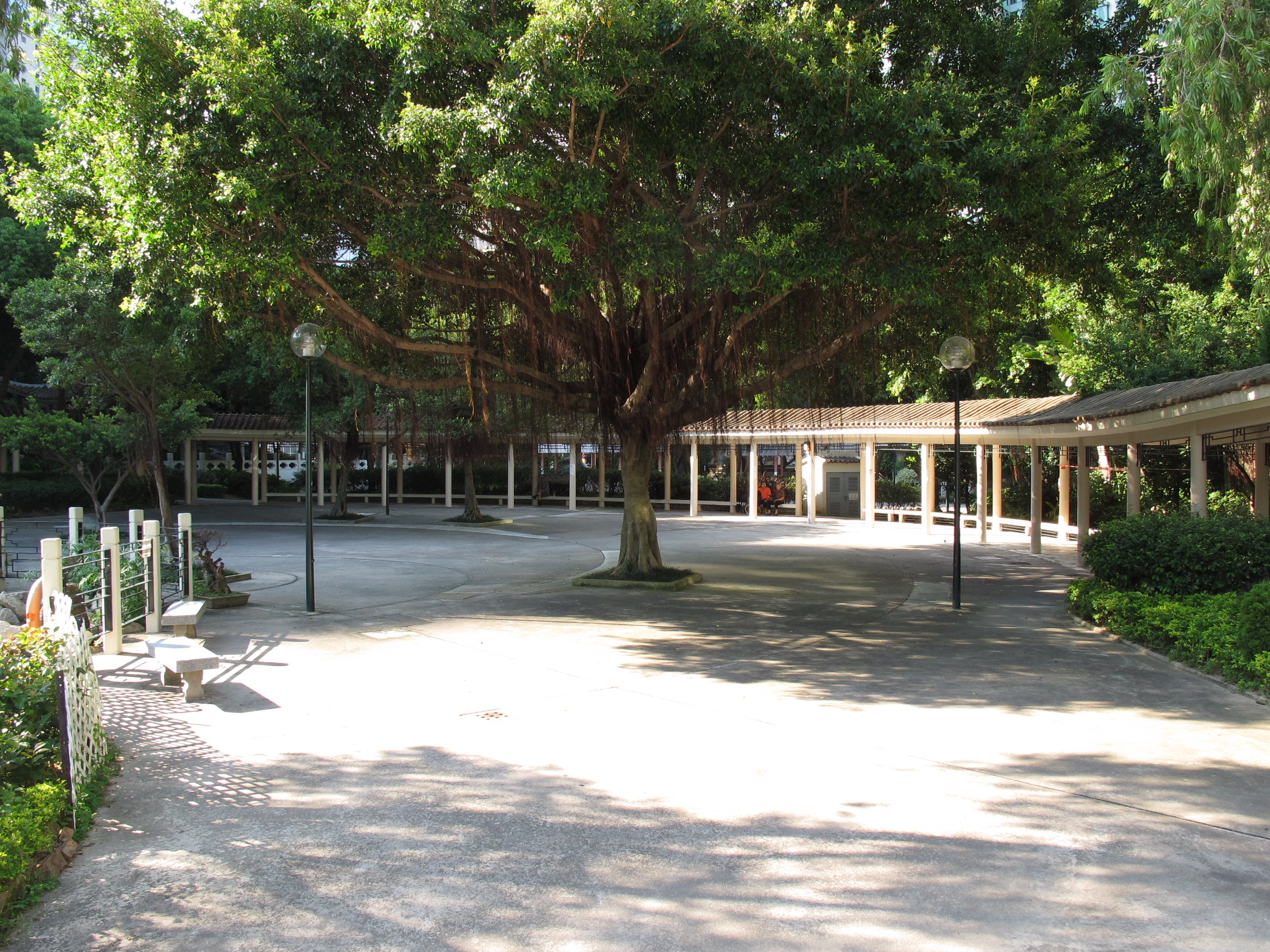
太極場

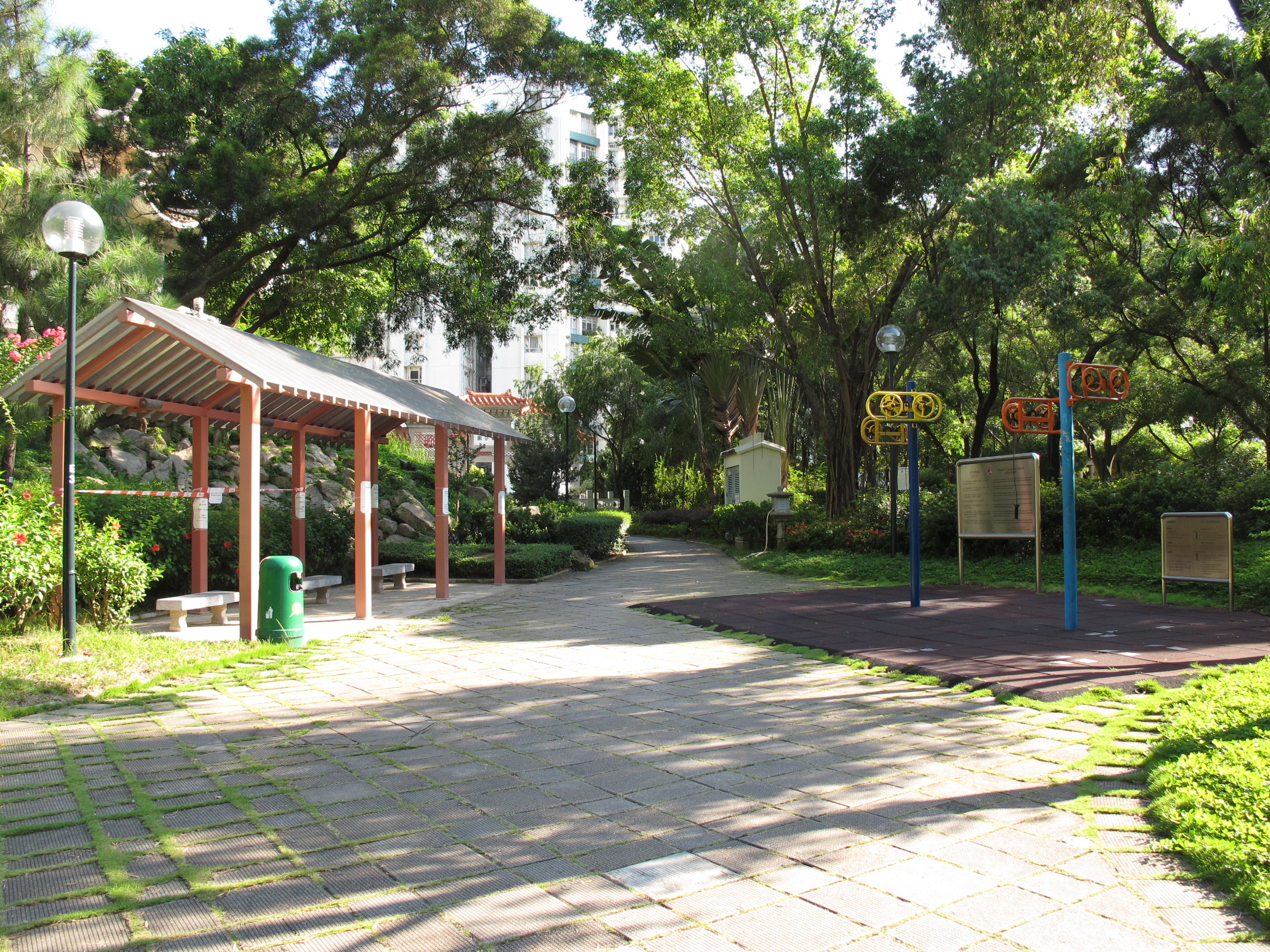
長者健身園地

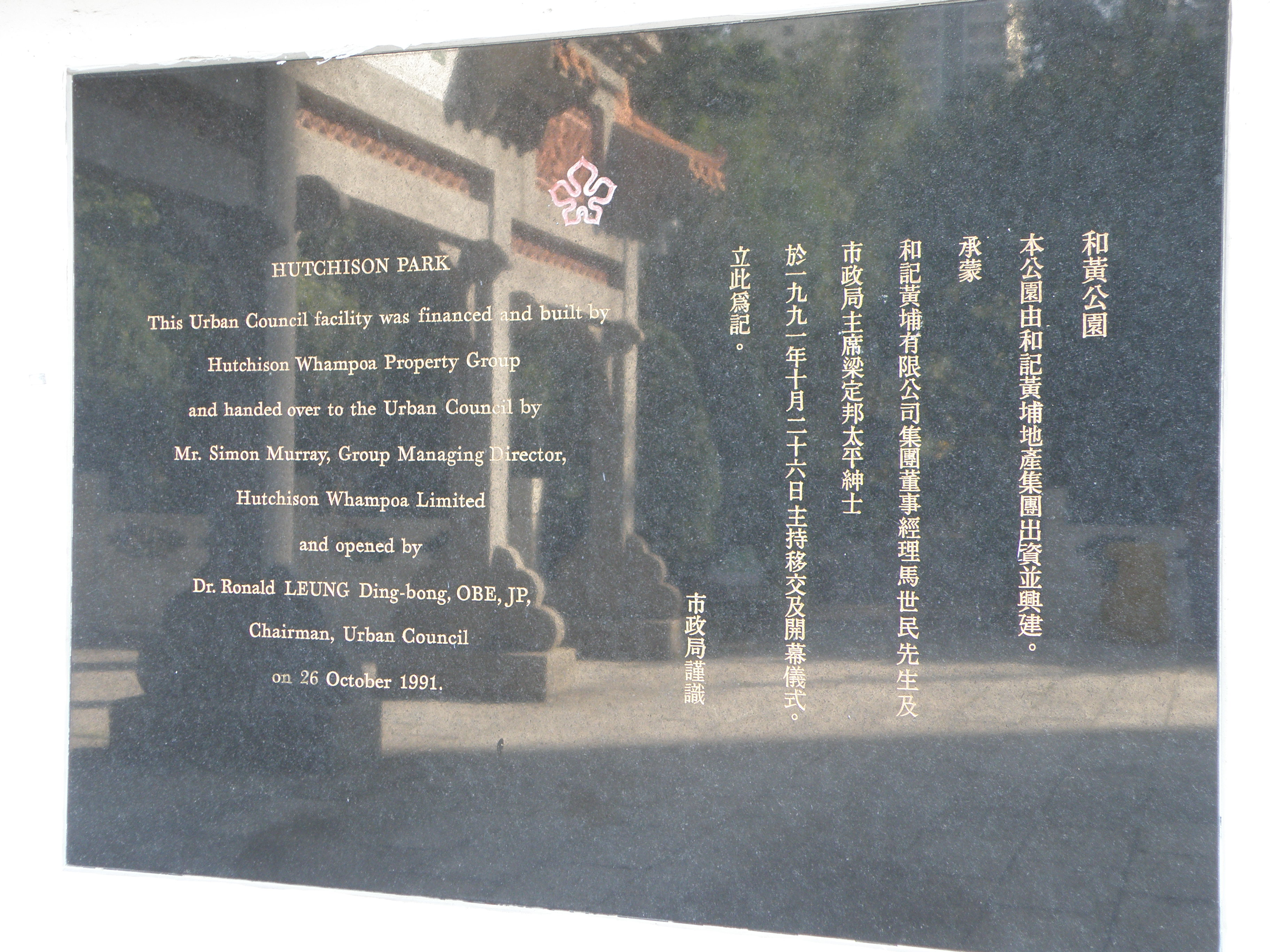
和黃公園由和黃董事總經理馬世民及市政局主席梁定邦主禮揭幕

和黃公園（英語：Hutchison Park）位於香港九龍大環戴亞街的公眾遊園地。毗鄰近私人住宅海逸豪園和黃埔花園，由和記黃埔集團出資興建，並於1991年10月26日移交香港政府管理，現時屬康樂及文化事務署管轄。最高點為海拔15米的大環山，位於公園內烏龜池附近。

## 歷史
公園原址乃大環山，八十年代中後期被夷平，開通了紅磡道。於周邊的黃埔船塢改建成黃埔花園和海濱廣場等商住物業。政府本想在黃埔花園十二期對面的空地建造臨時房屋區，數年後才轉做公園，及至1990年黃埔花園推出第十二期，和黃認為當局發展臨屋區會影響黃埔花園的樓價，不符合經濟原則。身為黃埔花園大地主的和黃於是跟政府磋商，出資在該空地建造一個公園，並交還政府管理，冠名和黃公園，於1991年10月26日啟用。園內以池塘和步行徑等園景設施為主。

## 同類公園
- 同樣由私人機構興建，再交由政府管理的公園：
  - 荃灣海濱公園
  - 麗港公園

## 外部連結
- 康樂及文化事務署(繁體中文)
- 2008年10月和黃公園的秋天景色影像